# داگ مک‌آوی
داگ مک‌آوی (انگلیسی: Doug McAvoy; ۲۹ نوامبر ۱۹۱۸ – ۱۵ آوریل ۱۹۸۸) بازیکن فوتبال اهل بریتانیا بود.
از باشگاه‌هایی که در آن بازی کرده‌است می‌توان به باشگاه فوتبال لیورپول اشاره کرد.